# Större rovmärla
Större rovmärla (Dikerogammarus villosus) är en kräftdjursart som först beskrevs 1894 av Vasily Karlovich Sowinsky. Arten ingår i släktet Dikerogammarus och familjen Gammaridae. Arten förekommer ursprungligen i den pontokaspiska regionen, men kategoriseras som invasiv och har spridit sig till många vattensystem i kontinentala Europa, däribland Vättern i Sverige.

## Utseende

Schematisk bild som visar de typiska anatomiska egenskaperna hos en märlkräfta.

Större rovmärla kan bli upp till 30 mm lång, vilket är relativt stort för en sötvattenslevande märlkräfta. Färgen varierar mellan gråbrunt och orangerött, även inom en och samma population. Den varierar även genom att vissa individer är randade medan andra inte är det. Käkarna är kraftiga, vilket underlättar artens predation.

## Utbredning
Större rovmärla förekommer ursprungligen i den pontokaspiska regionen, det vill säga i vattendrag som mynnar ut i svarta och kaspiska havet. Under 2000-talet har den dock spritt sig i vattensystem i kontinentala Europa och finns idag i exempelvis Donau, Rhen och Elbe. Förmodligen har den passivt spridits via båtar, och genom de kanaler som byggts för att sammanlänka de stora floderna. I mer stillastående vatten förekommer den bland annat i Bodensjön, Gardasjön, i många högalpina sjöar, samt på Östersjöns syd- och östkust längs de polska och baltiska kusterna. I många av dessa vatten har den blivit den vanligast förekommande arten i bottenfaunan.

### Förekomst i Sverige och Finland
I november 2022 togs prover på den strandnära bottenfaunan på tolv lokaler runtom Vättern, vilket var en upprepning av en undersökning på samma lokaler som gjordes 2014. I februari 2023 analyserades proverna och större rovmärla konstaterades på tre av lokalerna, från Gränna till söder om Vadstena. På två av lokalerna var rovmärlan den dominerande bottenfaunaarten. Vid en dykning i mars 2023 vid dessa lokaler påträffades arten ned till fyra meters djup. Beståndet i Vättern gör att risken för spridning, etablering och negativa effekter är stor för sydsvenska sjöar och vattendrag, och även längs Östersjökusten.
Arten förekommer inte i Finland, men klassificeras som en invasiv art.

## Ekologi
Större rovmärla är mycket härdig och kan leva i många olika miljöer, från rinnande till stillastående söta och bräckta vatten. Den tål salthalter upp till 10-20 PSU. Arten lever i grunda, strandnära områden, med högsta tätheter på 0-1 meters djup, men kan i lägre tätheter förekomma ända ned till 10 meter.
Den är en allätare och en aggressiv predator, särskilt mot andra arter av märlkräftor, men även insektslarver, ringmaskar och andra smådjur. Den äter även fiskägg. Studier har visat att den dödar betydligt fler djur än vad den äter vilket bidrar till att den lätt kan bli den dominerande arten.
Arten är aktiv året om och livslängden är som längst knappt ett år. Den blir könsmogen snabbare än många andra arter i familjen, redan efter fyra till åtta veckor. Som alla arter i familjen bär honorna äggen tills de är färdiga att kläckas. Flera generationer och storlekar förekommer oftast tillsammans. Utveckling och tillväxt går fortare i varmare vatten och långsammare i kalla.
Många fiskarter, som ål, abborre och lake äter större rovmärla och i laboratorieförsök har signalkräftor uppskattat den som föda.

## Större rovmärla och människan
Större rovmärla kategoriseras som en invasiv art. Den viktigaste spridaren av arten i kontinentala Europa tros vara kanalbåtar, medan privat båttrafik bedöms vara den största spridaren till mer isolerade vatten, som alpsjöar och liknande. Båtar, vattenscootrar, fiske- och dykutrustning som flyttas mellan olika vatten är en viktig spridningsväg för invasiva arter, och vatten som är uppskattade för sportfiske eller privata båtfärder löper större risk för etablering av arten.
Större rovmärla är ett stort hot mot andra arter som lever i bottenfaunan, inte minst andra arter av märlkräftor. Där arten upptäcktes i Vättern 2022 hade de inhemska märlkräftor som fanns där 2014 försvunnit.